# Schaffhausen
Schaffhausen és una ciutat suïssa que pertany al cantó de Schaffhausen.

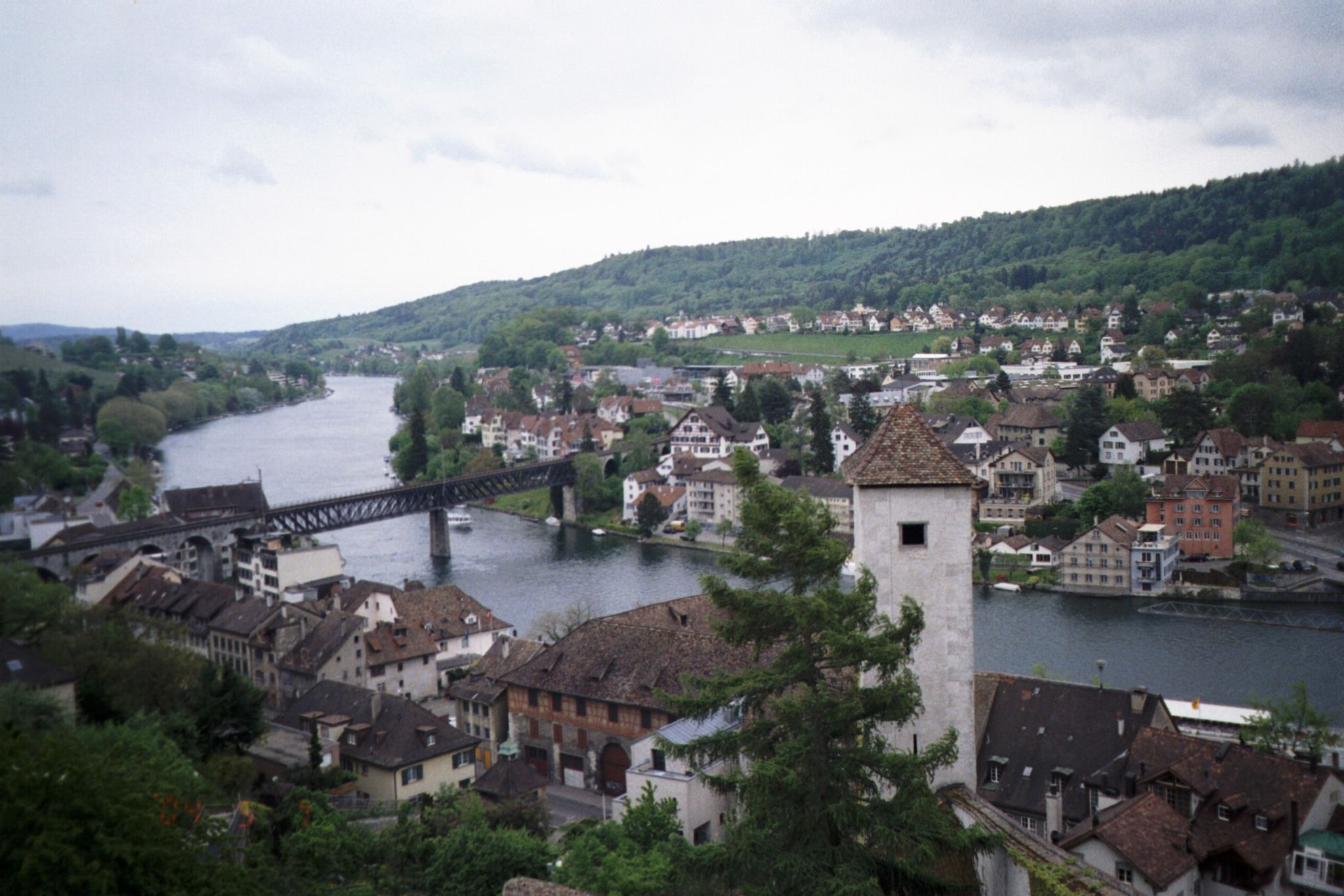
El Rin a Schaffhausen

És situat a la riba dreta del Rin